# Claude François Duchanoy
Claude François Duchanoy, né à Vauvillers, dans la Haute-Saône le 16 mai 1742 et mort à Paris le 24 novembre 1827, est un médecin français.

## Biographie
Fils de Sébastien Duchanois, négociant et conseiller à Vauvillers et de Claire Hayaux, il est émancipé par son père en 1772. Claude François a épousé à Paris le 6 juillet 1773 Jeanne Roucel, fille de Louis Roucel maître orfèvre du roi, originaire d'Allemagne et naturalisé en mai 1758. Ils ont un fils unique Louis Duchanoy.
Il habite à Paris, rue Saint-Victor, près du Jardin du roi, puis à partir de 1792 à Puteaux. Antoine Petit, voulant donner à Duchanoy "des preuves de ses amitiés pour lui" lui fait donation d'une maison à Seine-Port (Seine-et-Marne), que Duchanoy revend aussitôt pour agrandir ses possessions à Puteaux. Il avait plusieurs maisons à Puteaux dans lesquelles se trouvait une bibliothèque de plus de 700 volumes.
En 1796 et 1799 il se rend également acquéreur de la ferme et du château de Sainte-Vaubourg, ancienne commanderie de l'ordre de Saint-Jean de Jérusalem près de Rouen, qu'il revend dès 1803 à  Louis Lézurier de la Martel. 
Il est inhumé au Père-Lachaise avec son épouse, son fils et ses deux petits-fils.
Son portrait a été exécuté à l'huile par Chardin. Le Louvre a de lui un dessin exécuté en 1798 par Isabey, qui utilisa le procédé de la gravure anglaise dite à la manière noire, d'après Taigny.

### Carrière médicale
Claude François Duchanoy vient faire ses études en médecine à Paris en 1765 avec son frère aîné Pierre Claude, futur médecin à l'ambassade de France à Naples puis à Bourbonne-les-Bains. Il est l'élève de Petit qui avait été nommé professeur d'anatomie au Jardin du roi et jouissait d'une très grande réputation. L'amphithéâtre de 800 places ne suffisait pas à contenir tous ses élèves.  Petit remarque l'application de Duchanoy, le charge de tous les détails de son amphi et le nomme son prosecteur.
Portal, jeune médecin, futur professeur au Collège de France, publie à Amsterdam en 1771 : Lettre de M. Portal à M. Petit, qui était une critique des opinions de Petit. Celui-ci voulut se venger en lui faisant répondre par un élève et choisit Duchanoy. Ce dernier publie une réponse à Amsterdam en 1771, et critique sévèrement Portal et aussi Bouvart. Ce dernier réussit à faire exclure Duchanoy pour quelque temps de l'École de Médecine. Puis Duchanoy présente une requête à la faculté de médecine demandant de pardonner ce qu'il y avait de répréhensible dans son écrit en arguant de son attachement pour son maître et de la vivacité de sa jeunesse. Cet écrit scandaleux a généralement été attribué à Petit, mais d'autres assurent qu'il est l'œuvre de Vicq-d'Azyr.
Dans l’une de ses thèses publiée en 1773 : An tabaco per nares supto substitimi possis café pulveratum, il examine si l’on pouvait substituer au tabac à priser, du café en poudre ; il décida par l’affirmative.
Duchanoy,  reçu docteur en médecine le 1er octobre 1774, acquiert en peu de temps la réputation d'un des meilleurs praticiens. Il est attaché comme médecin aux hospices de Paris et devient docteur-régent. 
En 1778, il publie avec Jumelin un Mémoire sur l’utilité d’une école clinique en médecine. Il reprochait à Paris de ne pas avoir d’école pratique. Cette esquisse d’une école clinique, serait une maison de cinquante ou cent lits. Les femmes et les hommes seraient séparés. Chaque malade aurait un lit seul, et il y aurait à tous les lits un livre blanc sur lequel on écrirait l’histoire de chaque maladie. Les remèdes seraient distribués gratis. Tous les étudiants seraient tenus de suivre exactement les visites des Professeurs, et il y aurait, deux fois l’an, un concours d’émulation.
La vieille Faculté va disparaître avant d’avoir pu réaliser ces réformes. Cabanis en 1799, dans son rapport au Conseil des Cinq-Cents, reprend les idées de Duchanoy et Jumelin et insiste sur l’enseignement clinique qu’il considérait comme la base de la pratique médicale.
En 1780, il publie son ouvrage célèbre sur l'Art d'imiter les eaux minérales qui comme le dit Fourcrey "cet ouvrage fut le complément de l'analyse des eaux et atteste les progrès de ce temps".  Ces eaux minérales artificielles  étaient destinées à faire profiter les "malades, que leur état ou leur indigence empêchaient d'en aller chercher au loin, de naturelles".
Nommé en 1799 administrateur des hôpitaux et hospices civils de la ville de Paris, il quitte la pratique médicale et se consacre à réorganiser le service de ces établissements. "Il s'est distingué dans sa nouvelle carrière par des vues lumineuses et par l'esprit d'amélioration qui a caractérisé son administration".
D'après Tenon, l'Assistance Publique s'occupait de 35 000 personnes par jour pour une population de 660.000 personnes.
Il crée des bureaux d'admission pour la réception des malades, organise la Pharmacie centrale qui fut finalement établie 47 quai de la Tournelle à Paris dans l'actuel Musée de l'Assistance Publique.
Il préside les concours publics pour l'admission aux places des élèves internes en médecine, en chirurgie et en pharmacie, accordées trop souvent à l’intrigue ou à la faveur. Il préside pendant 4 ans le Comité central de vaccine, créé en 1803. La vaccine qui remplaçait l’inoculation était destinée à préserver de la variole.
Vers 1801, il publie son Projet d’une nouvelle organisation des hôpitaux, ouvrage encore cité de nos jours. Ce projet est adopté la même année par les médecins titulaires des deux hospices de Lyon.
"Pour éviter les inconvénients si judicieusement indiqués par Duchanoy, on est forcé d'abandonner le chiffre de sept ou huit cents lits, et on est conduit à adopter le chiffre de trois cent cinquante à quatre cents, comme permettant de réaliser toutes les conditions hygiéniques indispensables à un bon hôpital".
Il meurt à 85 ans à Paris, le 24 novembre 1827. Il a passé toute sa vie à s'occuper des plus déshérité, voulant instaurer "les secours à domicile" et "faire le bien des pauvres".

## Distinctions
- Membre de l'Académie de médecine.
- Membre de l'Académie des Sciences, Arts et Belle-lettres de Dijon.
- Membre de l’Académie des Sciences, Arts et Belles-lettres de Lyon.
- Membre de la Société philanthropique, fondée en 1780 et toujours active aujourd'hui : elle créa des fourneaux économiques pour nourrir les plus pauvres, des dispensaires pour soigner les malades, des asiles de nuit etc.  Cette Société possède la Fondation J. Stern et E. André installée dans le parc du château de Bailly (Yvelines) qui a appartenu à son fils Louis Duchanoy.
- Correspondant de la Société impériale de bienfaisance de Saint-Pétersbourg.
- Chevalier de la Légion d'honneur en 1814.

## Publications
- Lettre de M. Duchanoy, prosecteur et disciple de M. Petit, à M. Portal sur la critique des ouvrages anatomiques de M.A. Petit, Amsterdam 1771.
- Lettre en réponse à M. Portal sur sa prétendue découverte des Vaisseaux pulmonaires, Journal de médecine, 1771, n° 35, pp. 119 à 130.
- Observation sur l'abus de l'eau en topique et à l'intérieur, Journal de Médecine, Chirurgie, Pharmacie, Paris, n° 35, 1771, pp. 432-439

Thèses
- An actio sine spiritu? 18 février 1773
- An tabaco per nares sumpto substitui possit caffe pulveratum? 11 mars 1773.
- An febri malignae vesicantia? 13 janvier 1774.
- An ad extrahendum calculum dissecanda ad pubem vesica? 17 février 1774.
- Observation, sur la rupture du tendon d'Achille, Journal de médecine, chirurgie, pharmacie, 1775, n° 43, pp. 443-450
- Mémoire sur l'utilité d'une école clinique en médecine, par MM Duchanoy et Jumelin, Docteurs-Régents de la Faculté de Médecine de Paris, Journal de physique, Supplément au tome XIII, Paris, 1778, pp. 477-486
- Lettre sur les vaisseaux pulmonaires, Journal de Médecine, chirurgie, pharmacie, Paris, 1780, n° 53, p. 119
- Mémoire sur l'usage des narcotiques dans les fièvres intermittentes, Paris, Méquignon, 1780
- Essai sur l'art d'imiter les eaux minérales, Paris, Méquignon, 1780, et Journal de médecine, chirurgie, pharmacie, Paris,1780,  n° 53, pp. 481 à 500.
- Mémoire sur les fièvres intermittentes, Journal de médecine, Chirurgie, pharmacie, Paris, 1780, n° 54,  p. 563.
- Du mal vertébral, traduit de l'anglais de Percival Pott, 1785
- Extrait d'un projet d'organisation médicale, Paris, 1800
- Projet d'une nouvelle organisation des hôpitaux, hospices et secours à domicile de Paris, avec le plan d'un hôpital à construire, son explication et le développement de ses diverses parties, Paris, Didot, 1810.

Deux des ouvrages de Duchanoy ont été présentés à l'exposition Hôpital et utopies, au Musée de l'Assistance Publique, en 2001-2002